# Wang Qiang (morder)
 For alternative betydninger, se Wang Qiang. (Se også artikler, som begynder med Wang Qiang)
Wang Qiang (født 16. januar 1975 i Liaoning, Kina - død 17. november 2005 i Shenyang) var en kinesisk seriemorder, der mellem 1995 og frem til sommeren 2003 nåede at dræbe 45 mennesker og voldtage 10.
Wang Qiang voksede op i den lille landsby Kaiyuan i Kina. Hans far var fornærmende, afhængig af alkohol og nægtede Wang at gå i skole. Wang begik sit første mord den 22. januar 1995, og blev først den 14. juli 2003 anholdt. Han blev dømt til døden og henrettet i november 2005.
 Der er for få eller ingen kildehenvisninger i denne artikel, hvilket er et problem. Du kan hjælpe ved at angive troværdige kilder til de påstande, som fremføres i artiklen.

1. ↑  Navnet er anført på bokmål og stammer fra Wikidata hvor navnet endnu ikke findes på dansk.